# Kruis voor Militaire Verdienste (Oostenrijk-Hongarije)
Op 22 oktober 1849 stichtte keizer Frans Jozef I van Oostenrijk, apostolisch koning van Hongarije, een Kruis voor Militaire Verdienste (Duits: "Militärverdienstkreuz") in drie graden. De achtergrond van de instelling was de in de 19e eeuw toegenomen behoefte aan onderscheidingen. In de 18e eeuw waren er ridderorden voor de officieren maar de lagere rangen werden niet gedecoreerd. In de 19e eeuw wenste men meer en meer specifieke onderscheidingen uit te reiken, ook aan diegenen die men niet in een Ridderorde, een exclusief gezelschap, wenste op te nemen. Het instellen van Kruisen van Verdienste maakte het preciezer belonen van verdienste mogelijk en voorkwam al te frequente bevorderingen binnen de rangen van de beschikbare ridderorden.
De officiële toekenningscriteria waren volgens het instellingsbesluit " ter onderscheiding van officieren die zich in de oorlog door buitengewone bekwaamheid, moed en vastbeslotenheid in het oog van de vijand hadden onderscheiden" of "in vredestijd bijzondere ijver getoond hadden ", in het Duits "für Offiziere in einer Stufe gestiftet, die sich im Kriege für außerordentliche Umsicht, Mut und Entschlossenheit vor dem Feinde besonders bewährt oder in Friedenszeiten hervorragenden dienstlichen Eifer gezeigt ".
Het Oostenrijkse Kruis van Verdienste was een wit geëmailleerd kruis pattée met rode randen en een rode ring rond een wit medaillon met de zilveren letters "VERDIENSTE". De achterzijde was glad maar wit geëmailleerd.
De kruisen werden in Oostenrijk gefabriceerd De juweliers Mrss. Friedrich Rothe met het stempel "F.R.", Rothe & Neffe, Kammerjuwelier, Wien en V. Mayer met het stempel "V.M" fabriceerden kruisen. De kruisen werden gekeurd door het Hauptmünzamt Wien met "Windhundpunze" voor het oude Oostenrijkse keur of een kop van Diana gestempeld.
In oorlogstijd werden alle Oostenrijkse kruisen en ridderkruisen van een "Kriegsdekoration" voorzien. Deze Oorlogsdecoratie kreeg de in Oostenrijk gebruikelijke vorm van een krans van lauwer- en eikenbladeren. In het geval van het Kruis voor Militaire Verdienste werd het kruis op een zilveren of groen geëmailleerde krans gelegd.
De onderscheiding werd mét zwaarden en zonder zwaarden toegekend. De zwaarden waren in alle gevallen van goud of verguld zilver en zij werden als gekruiste zwaarden op het lint aangebracht.
Het lint was rood met wit, de strepen waren zowel verticaal als horizontaal. Het lint werd in Oostenrijk altijd in de vorm van een driehoek opgemaakt.
Men droeg de onderscheiding op de linkerborst, na de ridderkruisen van de Oostenrijkse en Hongaarse orden maar vóór de medailles. Het lint werd ook als baton op de borst gedragen en ook daarop werden dan kleine gekruiste zwaarden gespeld. De Oostenrijkers droegen het Kruis voor Militaire Verdienste ook wel als miniatuur aan een lint of een verguld kettinkje op de revers van een rokkostuum of gala-uniform.
De kruisen voor Verdienste werden veel uitgereikt en zij zijn dan ook niet bijzonder kostbaar. In 2010 kostte een kruis met de oorlogsdecoratie en de zwaarden op het lint honderd euro. Omdat veel Oostenrijkse veteranen na de Eerste Wereldoorlog en de ineenstorting van de Dubbelmonarchie in andere legers werden opgenomen komt het Kruis voor Militaire Verdienste ook voor in combinatie met onderscheidingen van andere staten zoals Duitsland.
Het Kruis voor Militaire Verdienste stond hoger in de officiële hiërarchie van de Oostenrijkse orden en eretekens dan het Signum Laudis maar lager dan de ridderkruisen van de Oostenrijkse orden en de Hongaarse Orde van Sint-Stefanus.

## Geschiedenis
Het Kruis voor Militaire Verdienste werd ingesteld op de aanbeveling van veldmaarschalk graaf Radetzky. Het was bestemd om in oorlogstijd te worden toegekend aan officieren die hun opdracht, in het oog van de vijand", dat wil zeggen aan het front, bijzonder verdienstelijk hadden uitgevoerd. Ook voor uitstekende verdiensten in vredestijd kon het kruis, oorspronkelijk opgericht in slechts één klasse, worden toegekend.
De eerste verleningen volgden al snel om alle officieren, die onder graaf Radetzky hadden gediend in de Italiaanse campagnes van 1848/49, met name de Slag bij Custoza in 1848 en de Slag bij Novara in 1849 te decoreren. Oostenrijk had deze oorlog gewonnen. Men verleende iets minder dan 1.500 onderscheidingen in 1849 en 1850, voornamelijk aan de eerdergenoemde officieren. Daarna werd het Kruis voor Militaire Verdienste zelden uitgereikt. Tijdens de Oostenrijks-Sardijnse Oorlog van 1859, de Tweede Duits-Deense Oorlog van 1864, de Pruisisch-Oostenrijkse Oorlog van 1866 en de Russisch-Turkse oorlog van 1877 werden 1,878 kruisen verleend, met name voor het bezetten van het Turkse Bosnië-Herzegovina. Ook aan de verdedigers van de Europese ambassadewijk in Peking werden na het neerslaan van de Bokseropstand Kruisen voor Militaire Verdienste toegekend. Het ging om twee Beierse officieren en een Saksische officier die door Frans Jozef I werden gedecoreerd voor hun diensten tijdens de Bokseropstand.
De eerste grote herziening van de statuten van het Kruis voor Militaire Verdienste vond plaats op op 12 januari 1860, toen de oorlogsdecoratie ("Kriegsdekoration") werd ingevoerd. Net als bij de Oostenrijkse civiele orden was deze versiering een groene lauwerkrans (Lorbeerkranz) tussen de armen van het kruis, wanneer dat werd uitgereikt voor bijzondere daden voor de vijand ("für besondere Taten vor dem Feind"). Voortaan (en met terugwerkende kracht), zouden onderscheidingen in oorlogstijd worden onderscheiden van de onderscheidingen in vredestijd door het aanbrengen van de krans.
Tot aan de Eerste Wereldoorlog waren toekenningen aan niet-Oostenrijks-Hongaarse officieren ongebruikelijk. Alleen tijdens de Pruisisch-Oostenrijkse Oorlog van 1866 werd een aantal officieren van het Saksische leger onderscheiden. In dat jaar werden 1066 kruisen verleend, vierenvijftig aan buitenlanders en tien aan de vrijwilligers van het "österreichisch-mexikanischen Freiwilligenkorps" die in Mexico 's keizers broer, keizer Maximiliaan van Mexico ondersteunden in zijn tot mislukken gedoemde poging om in Mexico een keizerrijk te stichten.
De volgende belangrijke verandering vond plaats op 23 september 1914, kort na het uitbreken van de Eerste Wereldoorlog. Het Kruis voor Militaire Verdienste werd nu verdeeld in drie klassen. De bestaande decoratie, gedragen op een driehoekig lint, werd de IIIe klasse. Een om de hals te dragen kruis werd opgericht als de IIe klasse en een Steckkreuz, zonder lint gedragen op de borst, werd de nieuwe Eerste Klasse van het Kruis voor Militaire Verdienste. Deze indeling gemaakt van het Kruis voor Militaire Verdienste daadwerkelijk een orde, met de derde klasse gelijk aan badge van een ridder, de 2e klasse badge die gelijkwaardig zijn aan een commandeur, en de 1e klasse die gelijkwaardig zijn aan de borstster van een Grootkruis in een ridderorde. Toch wordt deze decoratie niet tot de Oostenrijkse ridderorden in engere zin gerekend.
Een drager van een eerder toegekend Kruis voor Militaire Verdienste zou zijn oudere kruis zonder versiering naast het nieuw verworven kruis met de oorlogsdecoratie mogen blijven dragen. De ontvanger van een hogere klasse van het Kruis voor Militaire Verdienste zou de lagere klasse blijven dragen. De statuten bepaalden dat alle drie de klassen met of zonder de oorlog Decoratie zouden worden toegekend, maar gezien de situatie in oorlogstijd werden, de meeste onderscheidingen met de oorlogsdecoratie uitgereikt.
Tijdens de Eerste Wereldoorlog werd een aantal kruisen zonder zwaarden maar met oorlogsdecoratie verleend aan de hoge ambtenaren van de Oostenrijk-Hongaarse bondgenoten. Duitse officieren die aan het gezamenlijke Russische front dienden naast de Oostenrijks-Hongaren of dienden in de Pruisische regimenten waarvan de Oostenrijkse keizer "einhaber" of "Chef" was, Dat waren het Beierse XIIIe Regiment Infanterie "Kaiser Franz Jozef von Österreich", het Pruisische IIe Garde Grenadiersregiment "Kaiser Franz", en het Pruisische Huzarenregiment No. XVI "Kaiser Frans Jozef von Österreich, König von Ungarn" . Ook van het Württembergse IVe Regiment Infanterie No. 122 en het Saksische Eerste Regiment Uhlanen No. 17 was Frans Jozef chef. Uiteraard werden aan zijn Russische, Roemeense, Portugese en Britse regimenten, het 5e Regiment van de Dragoon Guards, geen Kruisen voor Militaire Verdienste toegekend. Deze regimenten vochten tegen Oostenrijk en haar bondgenoten. Zijn Zweedse regiment was tijdens de Eerste Wereldoorlog neutraal.
Anders dan de Oorlogskruisen van de geallieerden werd het Oostenrijkse Kruis voor Militaire Verdienste niet aan instellingen of steden toegekend. Het kruis werd ook niet als vaandeldecoratie aan regimenten toegekend.
De Bondsrepubliek Oostenrijk stelde in 1989 een nieuwe onderscheiding in die sterk op het oude Keizerlijk-Koninklijke Kruis voor Militaire Verdienste lijkt. Ook dit Militaire Teken van Verdienste is een militaire onderscheiding.

## De zwaarden op het Kruis voor Militaire Verdienste
Onderscheidingen waren voor de Centralen, de bondgenoten Duitsland, Oostenrijk-Hongarije en Turkije, erg belangrijk. Men verleende veel meer onderscheidingen dan de Geallieerde machten. Dat maakte het moeilijk om de Oostenrijkse Militaire Maria Theresia-orde, de hoogste en meest begeerde onderscheiding voor dapperheid, exclusief te houden. Op 13 december 1916 volgde daarom een nieuwe wijziging van de statuten. Voor dapperheid zouden in het vervolg zwaarden worden toegekend.
- Gekruiste gouden of verguld zilveren kruisen op het lint van het Kruis voor Militaire Verdienste IIIe Klasse.

- Gekruiste gouden of verguld zilveren kruisen tussen de armen van het Kruis voor Militaire Verdienste IIe Klasse.

- Gekruiste gouden of verguld zilveren kruisen tussen de armen van het Kruis voor Militaire Verdienste IIe Klasse.

De zwaarden, altijd in goud uitgevoerd, werden boven de lauwerkrans van de Oorlogsdecoratie bevestigd.

## De gespen op het lint van de IIIe Klasse
Op 1 augustus 1917 ging men ertoe over om de IIIe Klasse van het Kruis voor Militaire Verdienste in het vervolg ook een tweede of derde maal te verlenen. De langdurige en zeer zware gevechten op twee fronten zorgden voor zoveel voordrachten dat het moeilijk werd om de IIe Klasse exclusief te houden. Daarom werd het Britse systeem van gespen op het lint bij herhaalde toekenning van dezelfde onderscheiding nu voor het eerst ook in Oostenrijk-Hongarije toegepast. Zilveren gespen, zonder versiering of opschrift, werden op het lint aangebracht.

## Een tweede toekenning van de IIe Klasse
De druk op de Ie Klasse van het Kruis voor Militaire Verdienste werd na vier oorlogsjaren te hoog. Om ook deze graad exclusief te houden bepaalde Keizer Karel van Oostenrijk op 8 februari 1918 dat ook de IIe Klasse in het vervolg een tweede maal kon worden verleend. In dat geval zou een tweede ronde lauwerkrans aan de bevestiging waarmee het kruis om de hals werd gedragen worden bevestigd. De kruisen kregen in deze vorm een verhoging.

## Kruisen met briljanten
Aan de Centrale hoofdkwartieren en in de legertop regende het gedurende de oorlog onderscheidingen van bondgenoten. Vaak werden deze zeer kostbaar, met ingelegde edelstenen, diamanten en robijnen, uitgevoerd. Zo ging de Oostenrijks-Hongaarse regering ertoe over om kruisen der Ie Klasse met Briljanten uit te reiken. Vanaf de vroegste dagen van de decoratie heeft de Oostenrijkse keizer zich het recht voorbehouden om de Ie Klasse van het Kruis voor Militaire Verdienste met diamanten toe te kennen. Dit was geen speciale klasse of graad van het Kruis voor Militaire Verdienste, maar een bijzonder blijk van waardering. De meeste ontvangers waren hooggeplaatste Oostenrijks-Hongaarse generaals en admiraals, hoewel tijdens de Eerste Wereldoorlog ook een aantal werd uitgereikt aan leidinggevende bondgenoten.
Op 1 september 1907 ontving inspecteur-generaal der Troepen Eugen Freiherr von Albori een uniek kruis met diamanten en robijnen bij zijn gouden jubileum. In dit geval had de dankbare keizer ook de achterzijde laten decoreren, en wel met zijn keizerlijk monogram "FJI" en de jaartallen "1857" en "1907" in gouden letters.
Er zijn 21 kruisen met briljanten uitgereikt. Onder de dragers waren aartshertog Albrecht van Oostenrijk-Teschen, generaal Johann von Appel, een Oostenrijks generaal en gouverneur van Bosnië-Herzegovina die de diamanten in 1898, dus in vredestijd ontving, en de Pruisische veldmaarschalk August von Mackensen. Paul von Hindenburg kreeg zijn Kruis voor Militaire Verdienste Ie Klasse met Oorlogsdecoratie en Diamanten op 5 november 1917 toegekend.

## Het diploma

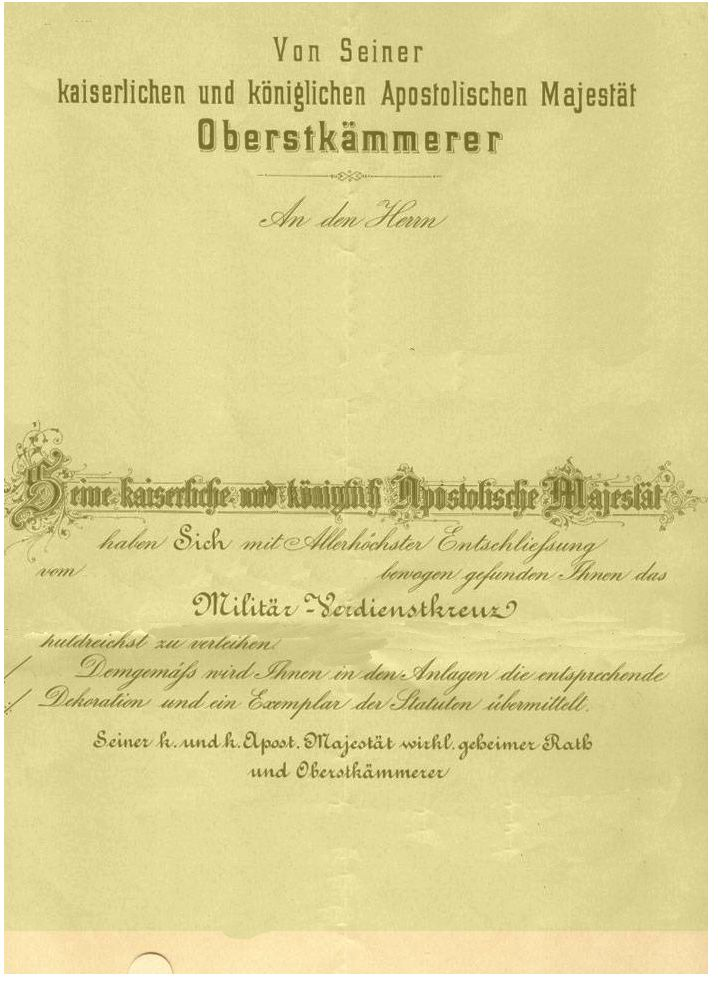
Diploma

De gedecoreerden kregen een diploma als bewijs dat zij het Kruis voor Militaire Verdienste mochten dragen. In ieder geval was het diploma voor de IIIe Klasse eenvoudiger uitgevoerd dan de zeer fraaie diploma's van de Oostenrijkse ridderorden. De keizer tekende het gedrukte diploma niet en hij werd in de plechtige aanhef van het diploma ook niet genoemd. In plaats daarvan wordt de "Oberstkammerer", een hoogwaardigheidsbekleder aan het hof, genoemd. De keizer wordt vervolgens wel met enige van zijn titels vermeld als degene die de opdracht zou hebben verstrekt en de "Allerhögste Entschließung"zou hebben genomen. De datum, rang, mogelijke adellijke of ambtelijke titel en naam van de gedecoreerde militair of ambtenaar en de graad werden met de hand ingevuld. De diploma's kregen ook een administratief nummer. Op het diploma werd aangetekend of het kruis met de oorlogsdecoratie of met de zwaarden, of met beide, werd toegekend, waarbij bij beide versierselen ook de graad, Ie, IIe of IIIe graad werd ingevuld. In plaats van de keizer tekende een opperkamerheer met de mededeling dat hij van de keizer opdracht had gegeven om de decorandus in het bezit van een diploma te stellen. De diploma's werden dubbelgevouwen en met een papieren zegel gezegeld.
Omdat het verlenen van de onderscheidingen een prerogatief van de keizer en koning was werden de diploma's niet door een minister van een van de beide regeringen, of de minister van Oorlog van de centraal aangestuurde Oostenrijks-Hongaarse strijdkrachten, gecontrasigneerd.
Bijzonder is dat de diploma's expliciet vermelden dat de gedecoreerde een kruis zal worden toegestuurd. Dat was niet vanzelfsprekend, vaak wordt en werd de gedecoreerde alleen op de hoogte gesteld van zijn benoeming en moest hij zowel het diploma, met zegelrecht en administratiekosten, als het versiersel zelf aanschaffen. De kruisen werden eigendom van de gedecoreerden en hoefden na hun overlijden of bevordering tot een hogere graad niet te worden teruggegeven. Er waren ook geen autoriteiten zoals een kanselier of kanselarij voorzien voor de administratie van het Kruis voor Militaire Verdienste.
In de Eerste Wereldoorlog werden de vormen, onder druk der omstandigheden, minder in acht genomen. Er zijn uit de tweede helft van de oorlog eenvoudige getypte bevestigingen van het recht om het Kruis voor Militaire Verdienste te mogen dragen bekend. Ook deze werden door een Opperkamerheer getekend.
Anders dan bij de Oostenrijkse ridderorden tot 18 juli 1884 het geval was en bij de Militaire Orde van Maria Theresia tot 1918 ook het geval bleef kon een drager van het Kruis voor Militaire Verdienste geen automatisch recht op adeldom doen gelden. Het toekennen van het Kruis voor Militaire Verdienste gaf evenmin toegang tot het hof maar daar hadden volgens het strenge Oostenrijkse protocol, het zogenaamde Spaanse Hofprotocol dat tot 1918 streng werd gehandhaafd, de officieren van de Keizerlijk-Koninklijke strijdkrachten hoe dan ook toegang.

## De draagvolgorde van het Kruis voor Militaire Verdienste
Het militaire protocol in Oostenrijk was zeer streng geregeld. De rang van iedere onderscheiding was vastgelegd in de draagvolgorde van de Oostenrijkse onderscheidingen.
Het Kruis Ie Klasse was in deze rangorde een zeer hoge onderscheiding. Het kruis kwam na de kruisen van de Orde van Maria Theresia en het Grootkruis van de Koninklijke (Orde van de Heilige Stefanus) maar vóór het Grootkruis in de (Leopoldsorde)
Het Kruis IIe Klasse kwam na het commandeurskruis in de Leopoldsorde maar vóór het Kleinkreuz of ridderkruis in de Orde van de Heilige Stefanus.
Het Kruis IIIe Klasse kwam na het Franz Joseph-Kruis maar vóór het "Geistliches Verdienstkreuz", 1. Klasse (Kruis van Verdienste voor Militaire Geestelijken)
Het kruis kende ook een civiele evenknie in het Oorlogskruis voor Burgerlijke Verdienste.

## Het kruis

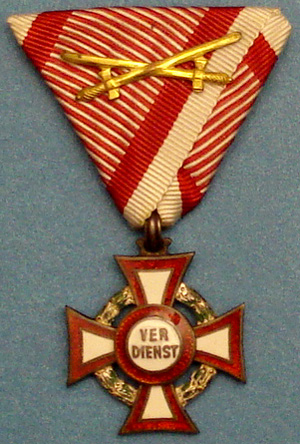
Kruis IIIe Klasse met de Zwaarden en de Oorlogsdecoratie in een mooie kwaliteit, periode 1914-1918

Het eenvoudige zilveren kruis pattée is 40 millimeter breed en op de voorzijde en achterzijde wit, soms wat blauwig wit, geëmailleerd. De randen en de ring op de voorzijde zijn rood geëmailleerd.De ring is van zilver en werd afzonderlijk gekeurd.
Er zijn verschillende uitvoeringen van het kruis bekend, de duurdere Weense juweliers leverden op verzoek buitenmodel versierselen van hoge kwaliteit. De meeste kruisen zijn vrij slordig uitgevoerd en de tekst in het medaillon bestaat daarop uit twee groepjes aaneengesloten zilveren letters die zijn vastgesoldeerd. Er zijn kruisen met een wit medaillon met rode, geëmailleerde, letters bekend.
Het Kruis voor Militaire Verdienste was bij de oprichting een Oostenrijkse onderscheiding. Toen het land na de staatkundige hervorming van 1867 de dubbelmonarchie Oostenrijk-Hongarije werd en beide staten gelijkwaardig werden heeft dat geen consequenties voor de uitvoering van het kruis gehad. De tekst in het medaillon bleef in alle gevallen Duits en niet Hongaars. Inschriften in de vele andere in de uitgestrekte dubbelmonarchie gesproken talen zijn evenmin bekend.
Hoewel Oostenrijk aan het einde van de Eerste Wereldoorlog erg verarmd was en metalen schaars waren geworden werd bij het vervaardigen van deze kruisen geen concessie gedaan aan de eisen van de oorlogseconomie. Er zijn dan ook geen kruisen in oorlogsmetaal zoals zink of bekend.
De krans die de oorlogsdecoratie aangeeft behoort groen te zijn maar komt, vooral in de Eerste Wereldoorlog, ook in goud en in zilver voor.
Het lint van het Kruis voor Militaire Verdienste is gelijk aan dat van de Dapperheidsmedaille die aan onderofficieren werd toegekend. Ook andere oorlogsdecoraties werden aan ditzelfde lint uitgereikt. Er zijn geen Kruisen voor Militaire Verdienste aan vrouwen uitgereikt, de statuten noemden de mogelijkheid dat een vrouw een officiersrang kon bekleden niet wat inhoudt dat vrouwen ook niet van de verlening werden uitgesloten. Er bestaat geen kruisennaam, een voor dames opgemaakte strik.
De beide laatste Oostenrijkse keizers, Frans Jozef I en Karel, droegen het Kruis voor Militaire Verdienste ook zelf, alsof het een ordeteken was. Voor de keizers was geen bijzondere uitvoering van het kruis voorzien.
Het om de hals gedragen lint van de IIe Klasse was gelijk aan het lint van de IIIe Klasse. Het Kruis der IIe Klasse is 40 millimeter breed.
Het Kruis der Ie Klasse is 61 millimeter breed en werd met een speld vastgezet op het uniform.
Aan het einde van de Eerste Wereldoorlog was het ooit zo eenvoudige Kruis voor Militaire Verdienste dat indertijd expliciet één graad en één uitvoering kende in 34 uitvoeringen uitgereikt, daarnaast waren er de kruisen met edelstenen. De kruisen met edelstenen werden niet in serie of naar een standaardmodel vervaardigd, deze kruisen werden apart besteld en individueel vervaardigd. De meeste van de bewaard gebleven kruisen met edelstenen worden in Oostenrijkse en Hongaarse openbare verzamelingen bewaard en soms ook tentoongesteld.
Omdat het Kruis voor Militaire Verdienste geen ridderorde in engere zin was is het kruis niet als heraldisch pronkstuk in wapenschilden opgenomen.

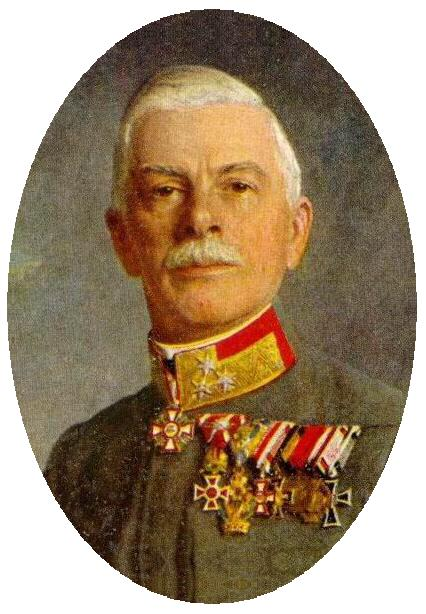
Portret van Rudolf Stöger-Steiner Freiherr von Steinstätten met zijn twee Oostenrijks Militair Kruisen van Verdienste

Vijf mogelijke linten van het Kruis voor Militaire Verdienste. Deze moderne kopieën naar oud model werden in Oostenrijk voor verzamelaars vervaardigd. Vaak ontbreekt het lint bij een oude onderscheiding.

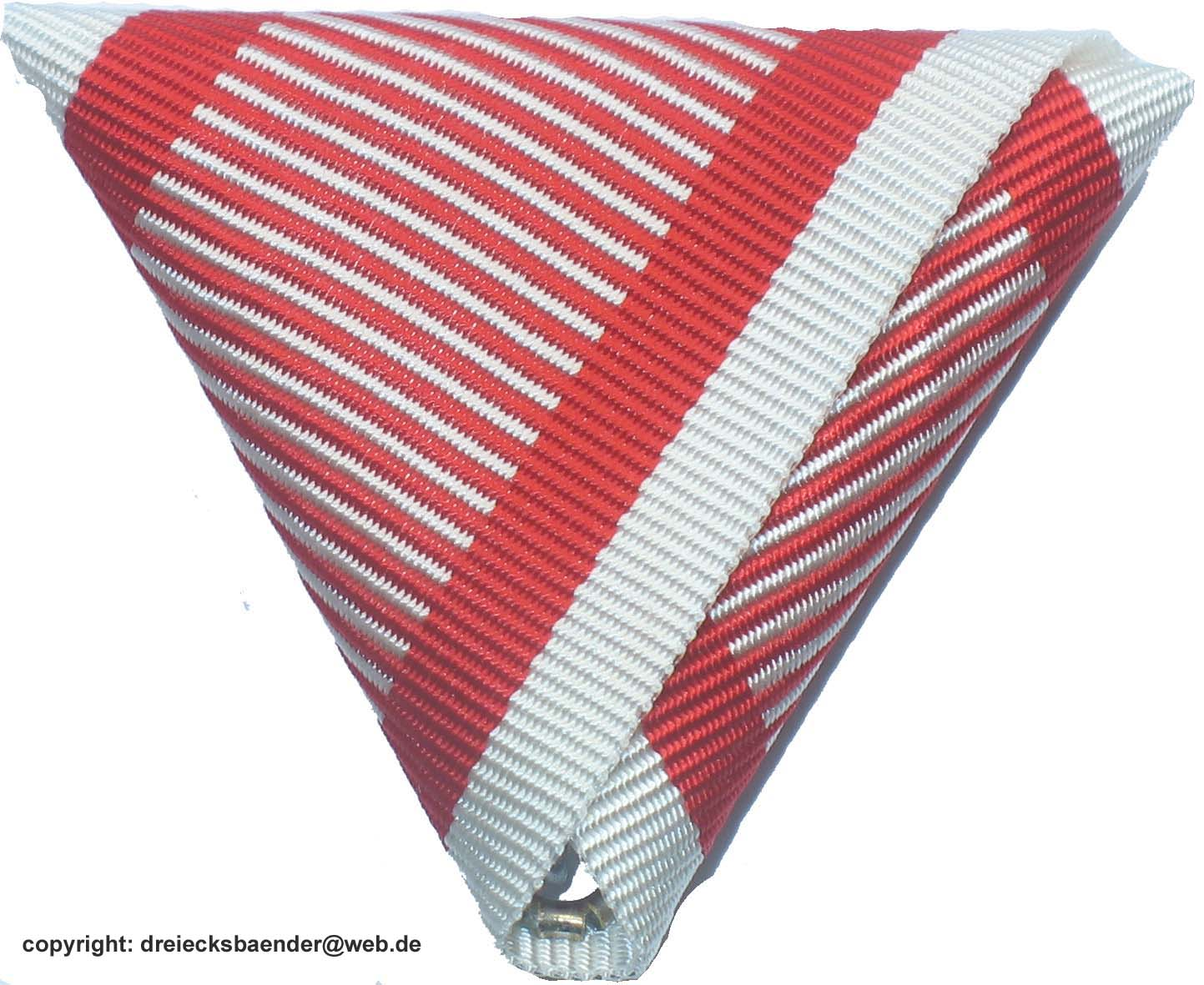
Het algemeen gebruikte lint voor onderscheidingen voor moed, de "Tapferkeitsband"
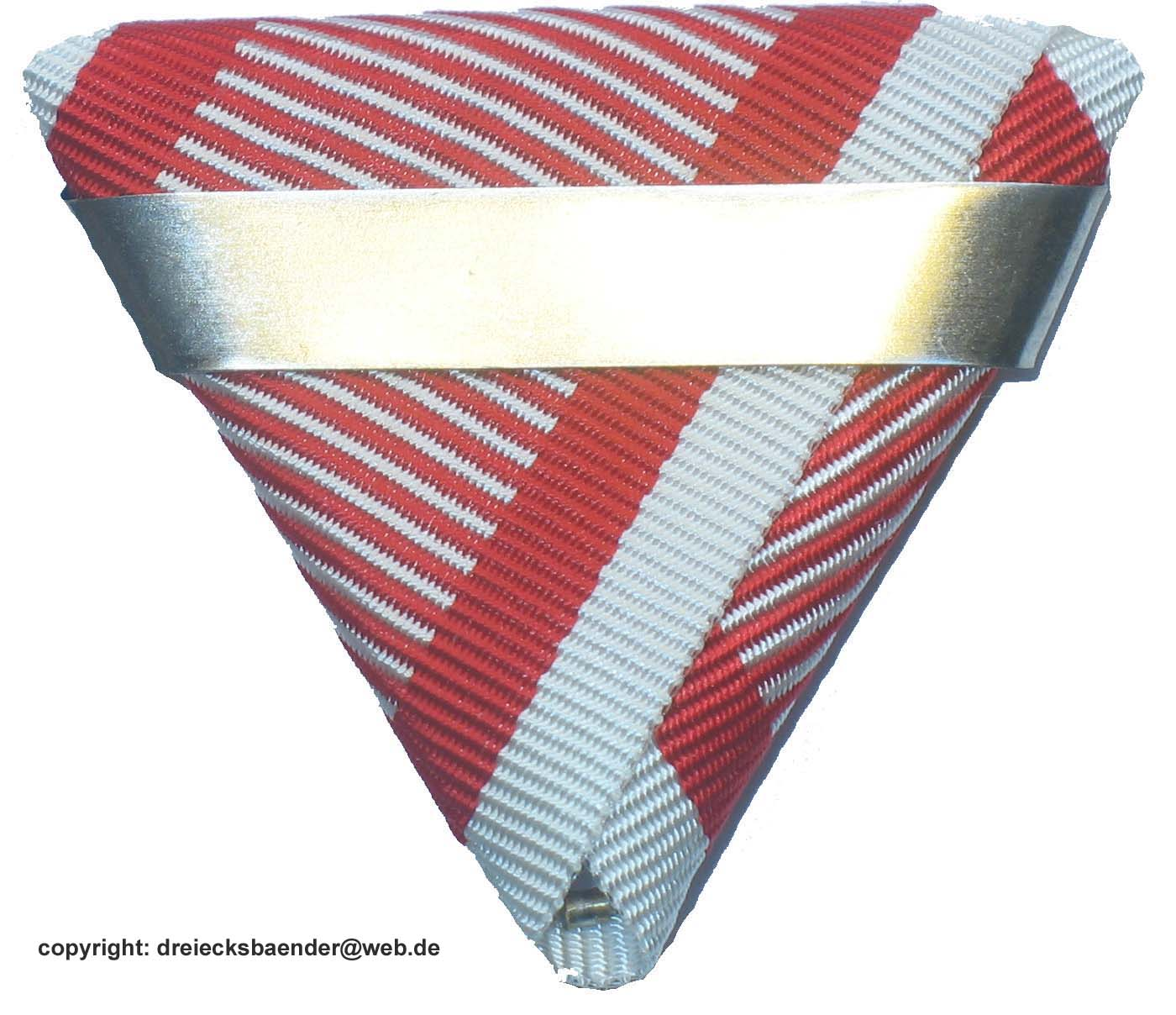
Lint voor een kruis der IIIe Klasse dat tweemaal werd toegekend, een "Tapferkeitsband mit Wiederholungsspange"
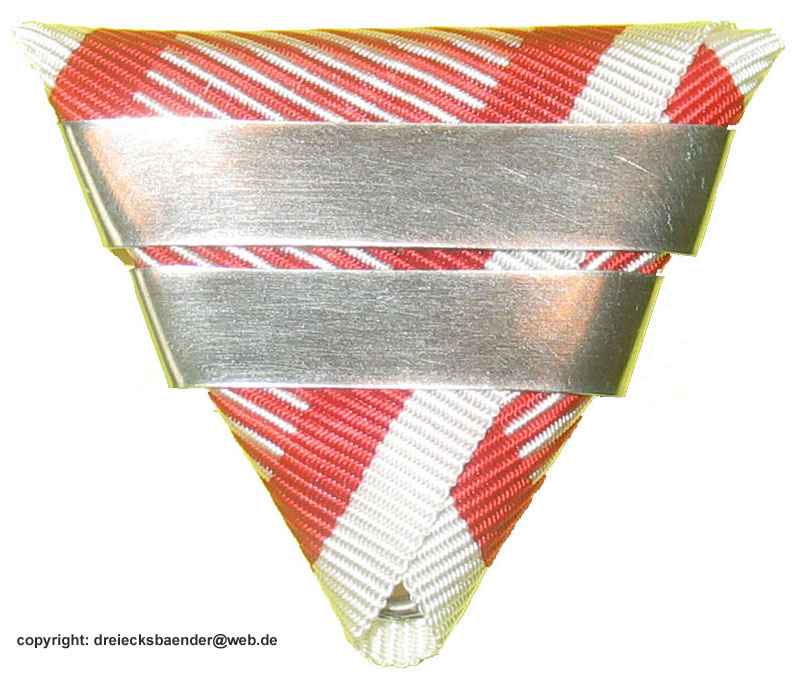
Lint voor een kruis der IIIe Klasse dat driemaal werd toegekend, een "Tapferkeitsband mit zwei Wiederholungsspangen"
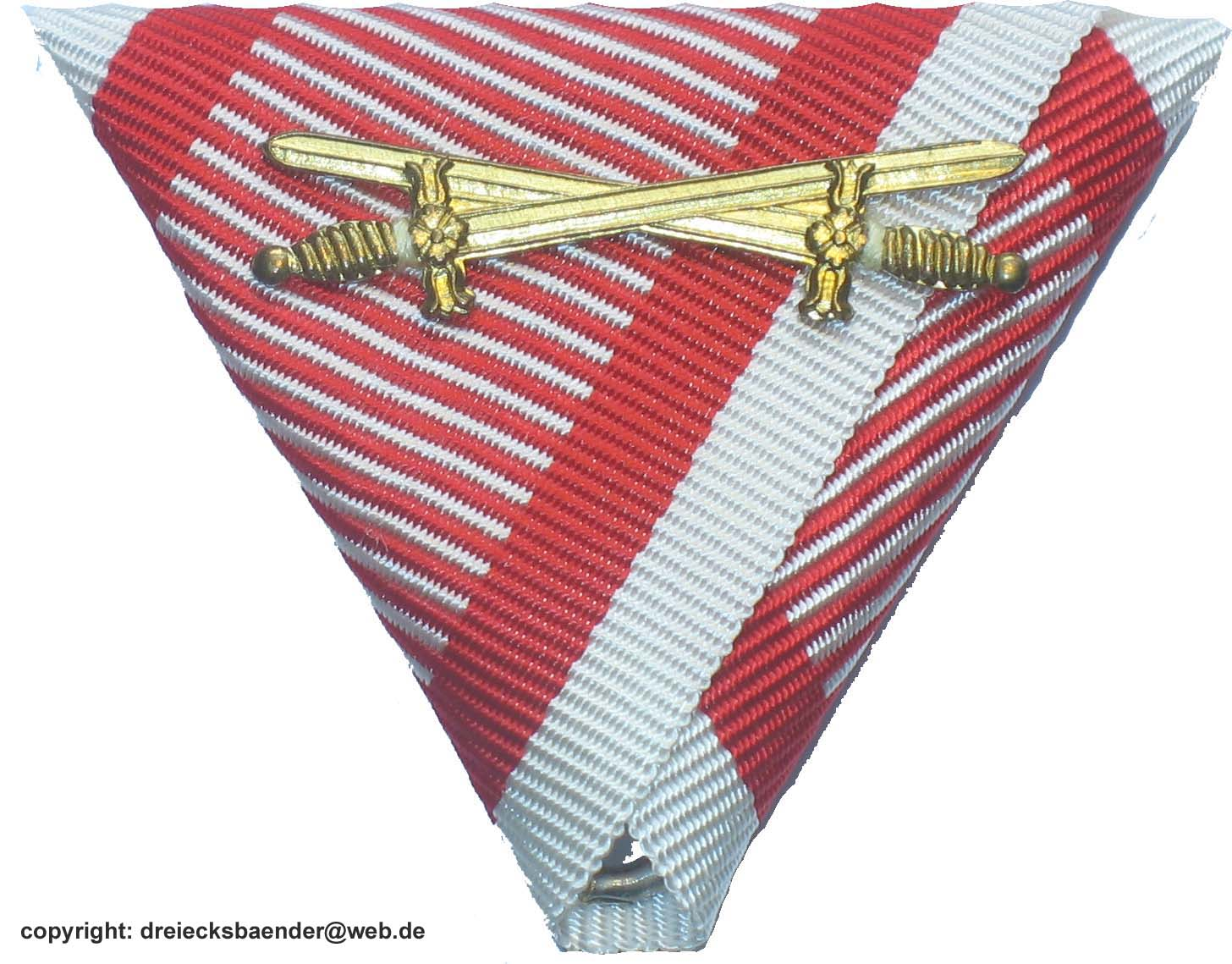
Lint voor een kruis der IIIe Klasse dat "Met Zwaarden" werd toegekend, een "Tapferkeitsband mit Schwertern"
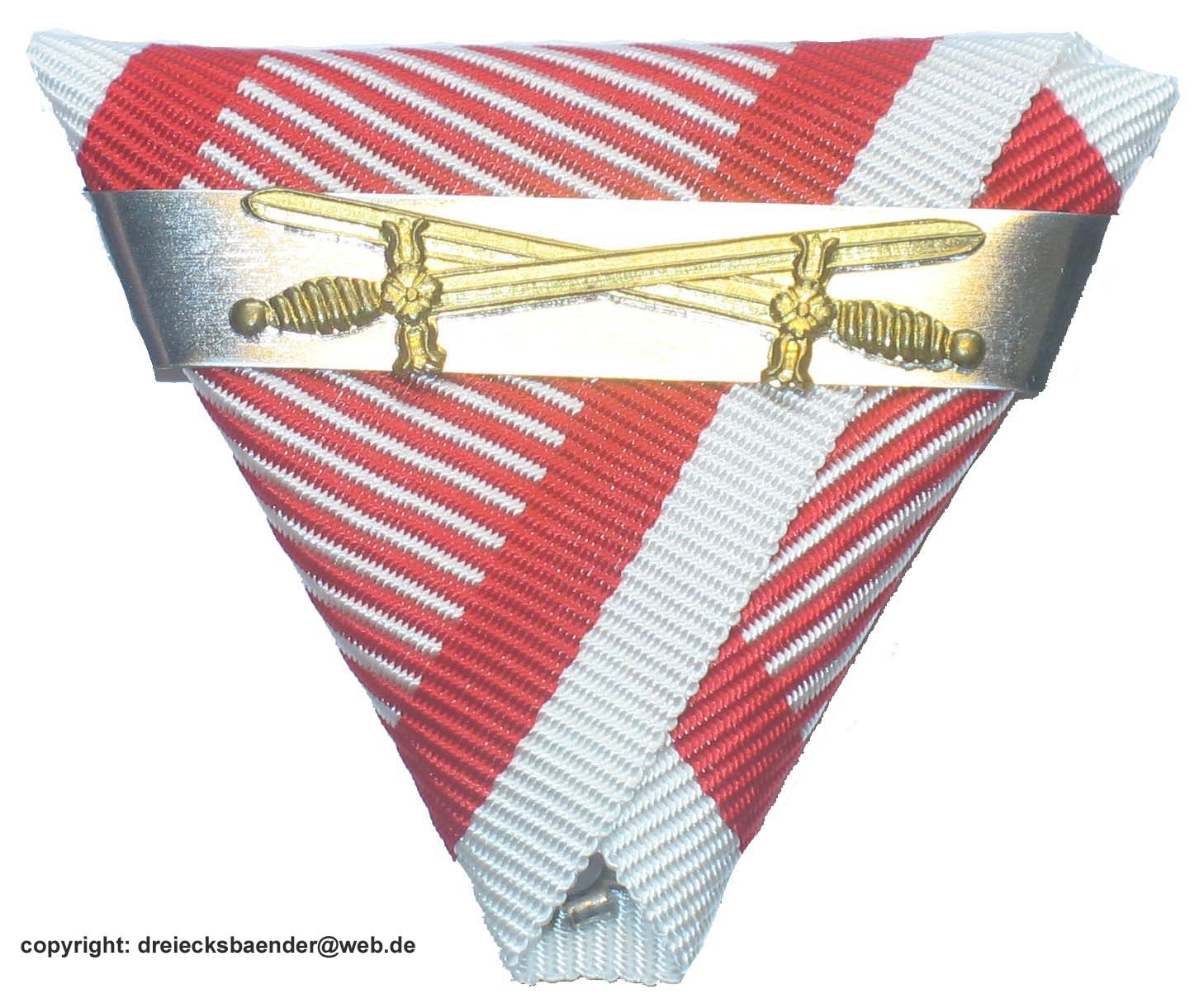
Lint voor een kruis der IIIe Klasse dat tweemaal en met zwaarden werd toekend, een "Tapferkeitsband mit Wiederholungsspange und Schwertern"

## Dragers van het Kruis voor Militaire Verdienste

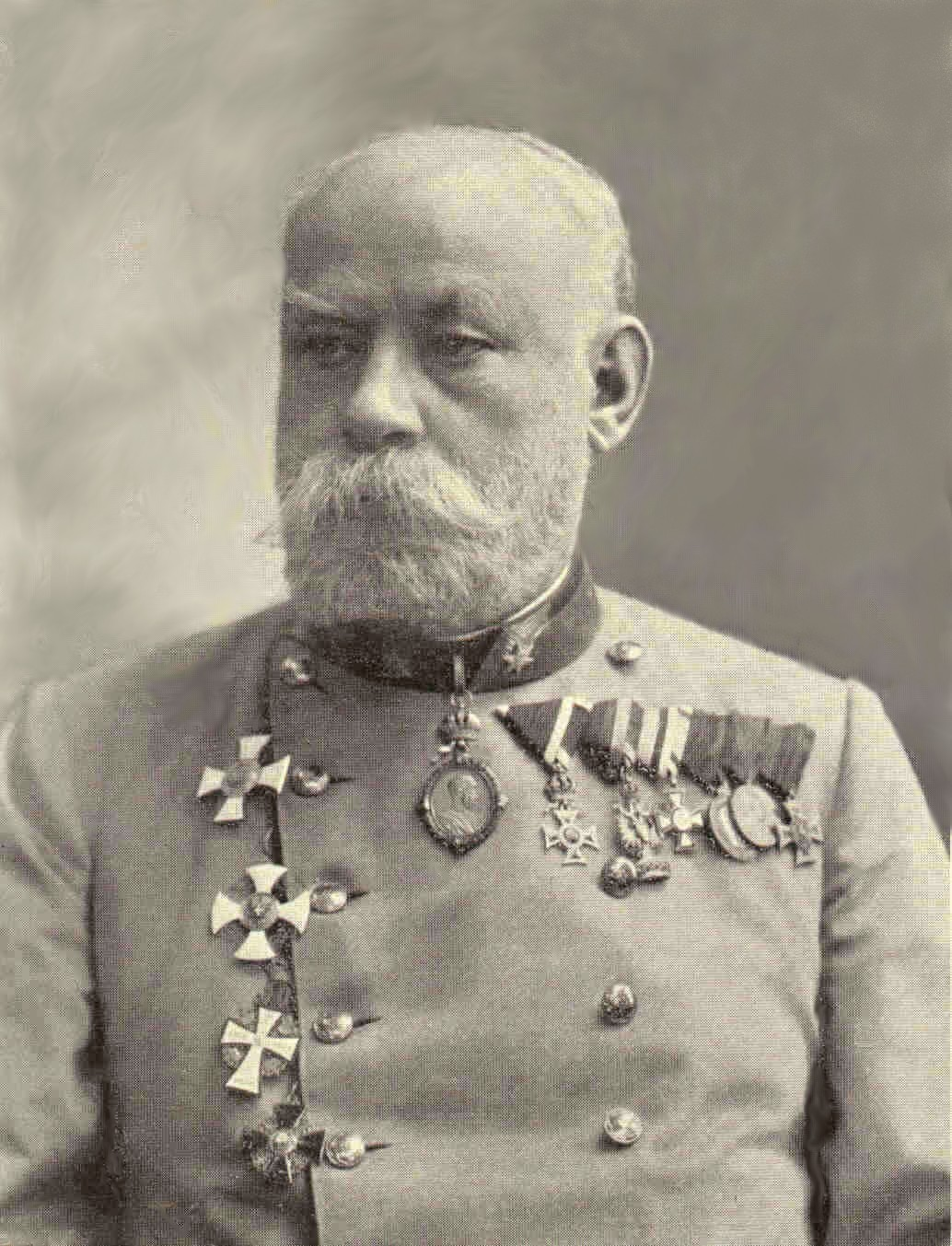
De cartograaf Robert von Daublebsky met zijn Kruis voor Militaire Verdienste als derde van zijn onderscheidingen op de linkerborst

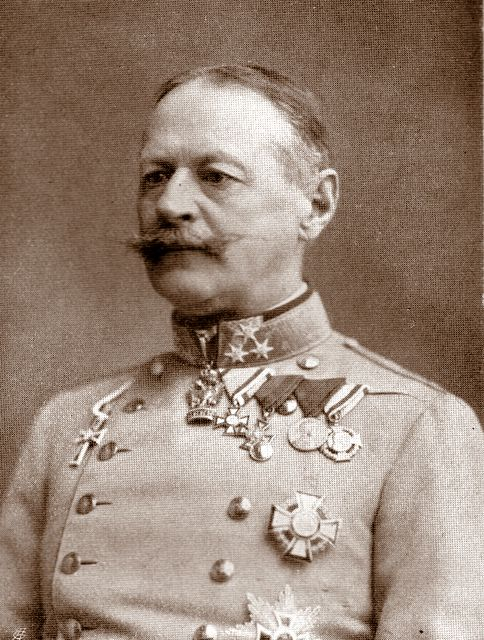
Alexander von Krobatin met op de borst het Kruis voor Militaire Verdienste Ie Klasse

- Aartshertog Eugenius van Oostenrijk - Ie Klasse met Oorlogsdecoratie in 1915, zwaarden en diamanten in 1917
- Aartshertog Veldmaarschalk Frederik van Oostenrijk-Teschen - Ie Klasse met Oorlogsdecoratie in 1915
- Generaal Johann von Appel - Kruis der IIIe Klasse met Oorlogsdecoratie (achteraf) in 1849, diamanten op het kruis in 1898)
- Prins Albrecht van Pruisen - Deze Pruisische Veldmaarschalk was regent van Brunswijk en ontving de IIIe Klasse in 1864.
- Koning Carol I van Roemenië - Kruis der IIIe Klasse in 1864)
- Generaal Gotthard Heinrici - Kruis der IIIe Klasse met Oorlogsdecoratie in de Eerste Wereldoorlog
- Veldmaarschalk Paul von Hindenburg - Kruis der IIIe Klasse met Oorlogsdecoratie in 1914, Kruis met Diamanten in 1915, Ie Klasse met Oorlogsdecoratie en diamanten in 1917)
- Admiraal Miklós Horthy - Kruis der IIIe Klasse met Oorlogsdecoratie in de Eerste Wereldoorlog
- Generaal Erich Ludendorff - Kruis der Ie Klasse met Oorlogsdecoratie in 1917
- Veldmaarschalk Erich von Manstein - Kruis der IIIe Klasse met Oorlogsdecoratie 1916)
- Veldmaarschalk August von Mackensen - Kruis der Ie Klasse met Oorlogsdecoratie en diamanten, 1915.
- Veldmaarschalk Erwin Rommel - Kruis der IIIe Klasse met Oorlogsdecoratie en Zwaarden in de Eerste Wereldoorlog.
- Veldmaarschalk Ferdinand Schörner - Kruis der IIIe Klasse met Oorlogsdecoratie in 1916.
- Grootadmiraal Karl Dönitz - Kruis der IIIe Klasse met Oorlogsdecoratie in 1917.
- Wilhelm Ritter von Thoma - Kruis der IIIe Klasse met Oorlogsdecoratie in de 1916
- Maarschalk Mustafa Kemal Atatürk - Kruis der IIIe Klasse met Oorlogsdecoratie in 1916
- Sultan Mehmed V van Turkije, Kruis der Eerste Klasse met Diamanten in 1917).
- De militair en wetenschapper generaal-majoor Robert von Daublebsky die het Kruis der IIIe Klasse in vredestijd kreeg uitgereikt.
- Kolonel-generaal Rudolf Stöger-Steiner Freiherr von Steinstätten, ontving de IIe Klasse met Oorlogsdecoratie op 3 augustus 1915, In 1917 kreeg hij toestemming om al zijn eerder verkregen Oostenrijks-Hongaarse onderscheidingen van de in dat jaar ingestelde zwaarden te voorzien.[7]
- Minister van Oorlog Alexander von Krobatin - Kruis der Ie Klasse

Ook generaal Franz Conrad von Hötzendorf gedecoreerd in 1914, generaal Anton Lipoščak ook 1914; generaal Stanisław Puchalski, 1914, bevorderd in 1917 en
generaal Wojciech Rogalski, gedecoreerd in 1916 worden als dragers van deze onderscheiding genoemd.